# دارزين دو (حومة بم)
دارزین دو (بالإنجليزية: Darzin-e Do)‏ هي مستوطنة تقع في إيران في منطقة مركزية ريفية. يقدر عدد سكانها بـ 317 نسمة .